# Chavín (culture)
Pour les articles homonymes, voir Chavin.
Objets typiques
céramique, stèles, tissus en coton et en laine, bijoux en or

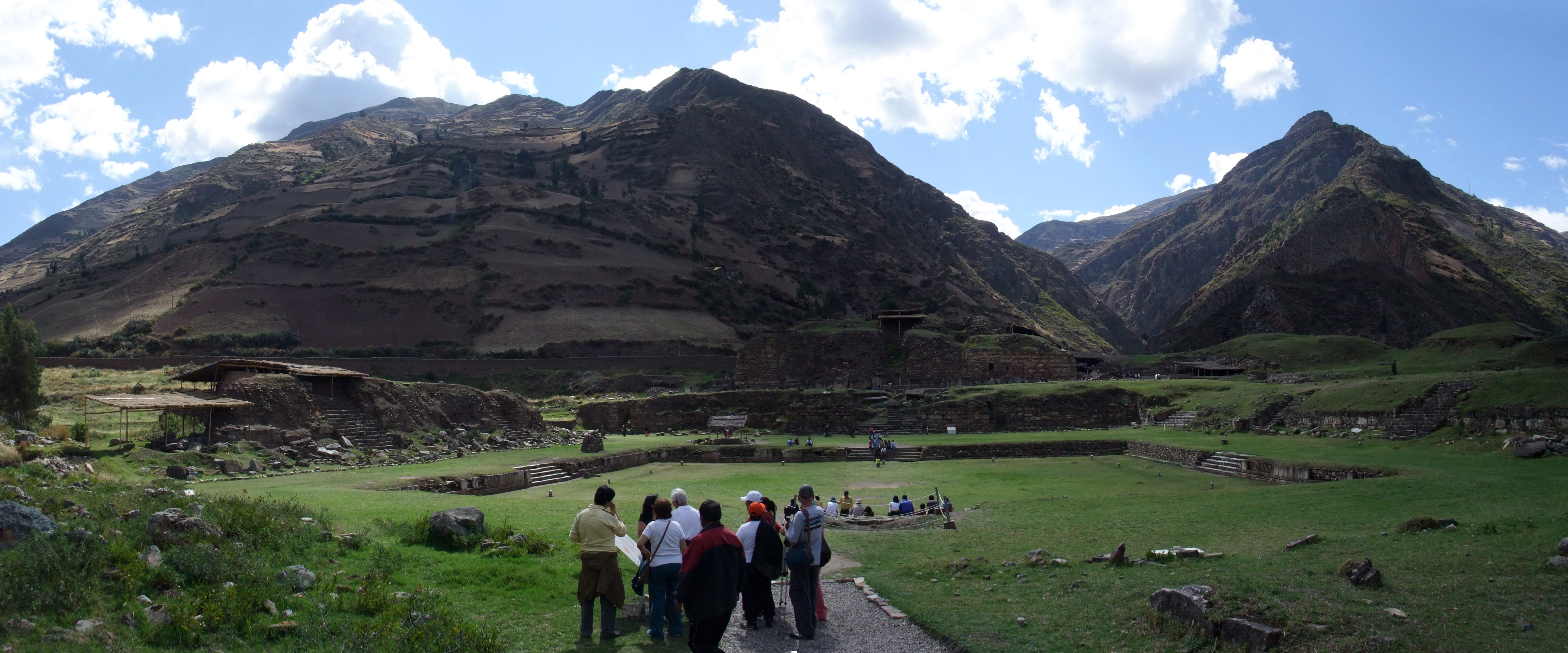
Vue panoramique du site de Chavín de Huántar

La culture de Chavín est une civilisation précolombienne. Elle doit son nom au village de Chavín de Huántar, au Pérou, où les ruines les plus significatives ont été retrouvées.

## Histoire
Tout d’abord, Chavín est une civilisation qui a commencé entre 1500 et 200 avant notre ère. Cette civilisation a pris naissance dans la vallée de Mosna au Pérou à la croisée des rivières Mosna et Huachecsa. Ce territoire est protégé par l’UNESCO en raison du nombre de ruines qui a été retrouvé. 

Cette culture est précédée par une autre culture moins connue, la culture Manchay, sur la côte centrale du Pérou, qui l'a influencée sur de nombreux aspects tels que l'architecture de temples en U et l'iconographie caractérisée par des créatures surnaturelles. 

## Religion
Chavín était un lieu de pèlerinage pour la population andine. De plus, ce centre ne cesse de prendre de l'importance en raison de l’accueil de plusieurs religions.
La religion et ses rituels sont profondément connectés avec les aspects sociopolitiques et économiques de la société Chavín. Malgré des activités rituelles encore majoritairement incomprises, leur influence générale sur la société est attestée et visible notamment à travers les structures architecturales, les dépôts d'offrandes et les représentations artistiques.
Au fil du temps, les rituels ont évolué pour être pratiqués au sein d'une sphère plus intime et exclusive, comme le montrent l'utilisation et le développement d'espaces dédiés et d'une architecture particulière. Les figures religieuses ont joué un grand rôle dans l'agencement du site et l'organisation des rituels.

## Travaux
Les travaux de Julio Tello ont contribué à établir son rôle de matrice, de culture mère de toutes les civilisations andines. Une société dirigée par une élite de prêtres dont le culte tourne autour de l'image du jaguar ou du puma. Le lama était aussi considéré comme un dieu.
À des fins religieuses, les Chavíns utilisaient un cactus hallucinogène: le « San Pedro ». La drogue contenue dans le cactus (mescaline) mettait les prêtres en état de transe, donc plus proche des dieux, et autre avantage, elle leur permettait d'améliorer leur vision (dilatation des pupilles) et de pénétrer au fond du temple, dans le noir absolu, là se trouve un monolithe « El Lanzón » représentant un dieu, qu'eux seuls pouvaient donc voir et consulter pour savoir quelles décisions prendre. Un cours d'eau dévié dans un tunnel, ressortant devant le temple et percé de trous aurait, d'après les archéologues, eut un fonctionnement semblable à celui d'une flûte géante. En effet, l'inclinaison du sol au-dessus du tunnel fait que chaque trou percé a une taille différente. Lorsque l'eau passant dans le tunnel se fait rare, la résonance du tunnel augmente et les trous émettraient alors des sons aux tonalités variées, indiquant le manque d'eau à venir.
Les Chavíns représentaient leurs dieux sur des stèles. Ils sacrifiaient aussi des animaux en offrande à leurs dieux.

### Ornements
|           |
| Le Lanzón |

|        |
| Tunnel |

|                  |
| Cactus San Pedro |

|                              |
| Stèle de la Déesse Pacopampa |

Elle a émergé vers 1000 av. J.-C. et a vu son apogée vers 800-200 av. J.-C. Elle a disparu vers 200 av. J.-C.. Elle était essentiellement localisée le long du littoral de l'océan Pacifique.
La civilisation de Chavín a introduit le travail du bronze [réf. nécessaire] et de l'or en Amérique du Sud . La méthode de travail des métaux était très avancée pour l'époque. Elle pratiquait également d'autres formes d'artisanat, comme la poterie et le tissage. Des stèles qui représentent des félins stylisés en creux, sont attribuées à cette culture. Ils apprirent aussi à apprivoiser le lama.